# Barra do Turvo
Barra do Turvo là một đô thị ở bang São Paulo của Brasil. Đô thị này nằm ở vĩ độ 24º45'23" độ vĩ nam và kinh độ 48º30'17" độ vĩ tây, trên khu vực có độ cao 158 m. Dân số năm 2004 ước tính là 8.613 người.

## Thông tin nhân khẩu
Dữ liệu dân số theo điều tra dân số năm 2000
Tổng dân số: 8.108
- Dân số thành thị: 2.880
- Dân số nông thôn: 5.228
- Nam giới: 4.252
- Nữ giới: 3.856

Mật độ dân số (người/km²): 8,07
Tỷ lệ tử vong trẻ sơ sinh dưới 1 tuổi (trên một triệu người): 29,51
Tuổi thọ bình quân (tuổi): 65,20
Tỷ lệ sinh (số trẻ trên mỗi bà mẹ): 3,38
Tỷ lệ biết đọc biết viết: 78,23%
Chỉ số phát triển con người (HDI-M): 0,663
- Chỉ số phát triển con người - Thu nhập: 0,563
- Chỉ số phát triển con người - Tuổi thọ: 0,670
- Chỉ số phát triển con người - Giáo dục: 0,755

(Nguồn: IPEADATA)

## Sông ngòi
- Rio Turvo
- Rio Pardo